# Municipalité de Tecate
Tecate est une municipalité mexicaine de l'État de Basse-Californie dont le siège est la ville de Tecate.

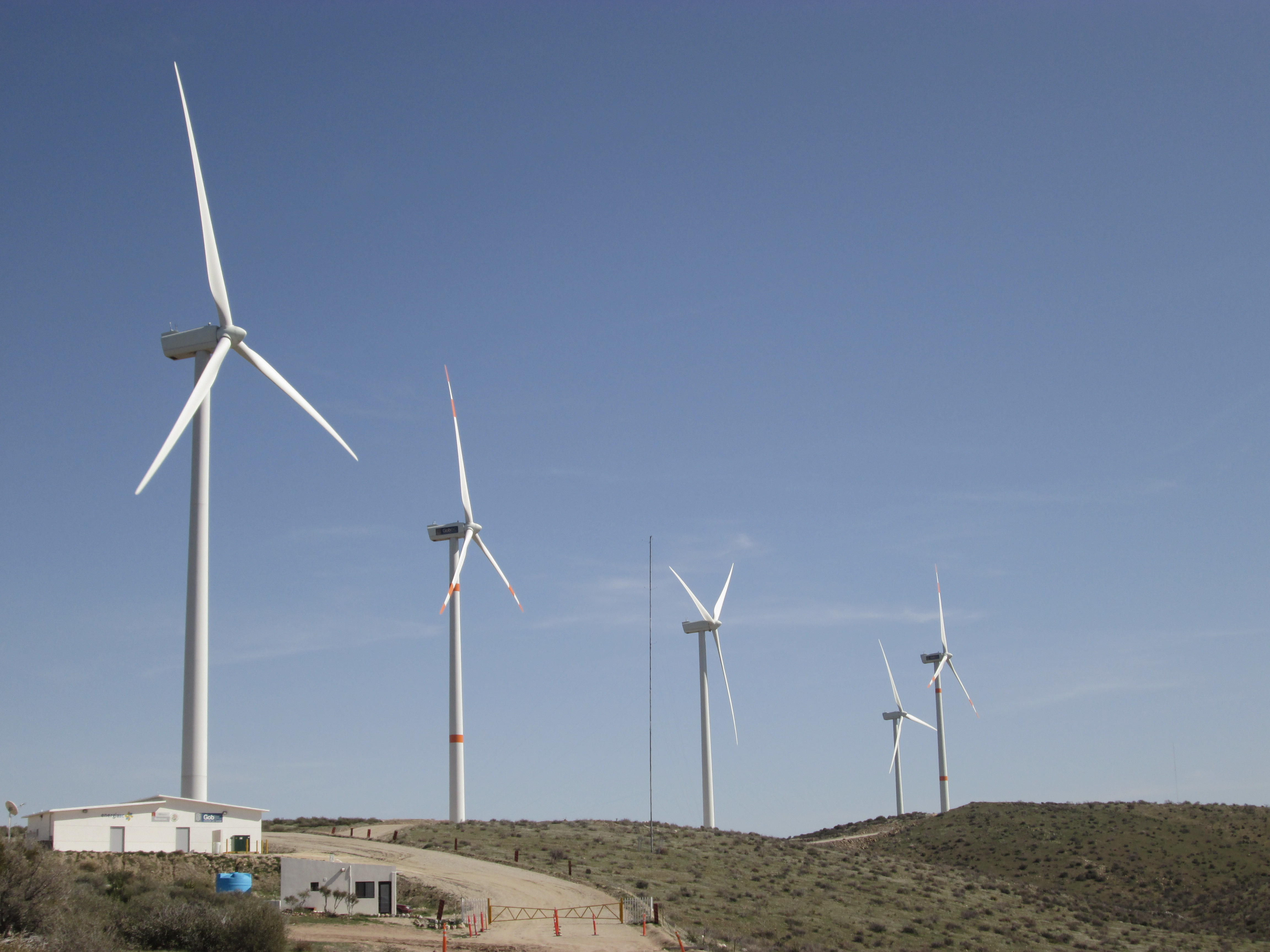
Parc éolien à La Rumorosa.

## Géographie

### Situation
La municipalité de Tecate s'étend sur 3 079 km2 à l'extrémité nord de l'État de Basse-Californie. Elle est frontalière des États-Unis au nord et limitrophe des municipalités de Mexicali à l'est, d'Ensenada au sud et de Tijuana à l'ouest.

## Démographie
En 2020, la population s'élevait à 108 440 habitants.

## Politique et administration
La municipalité est dirigée par un maire (« président municipal ») et un conseil élus pour trois ans. Depuis 2021, le maire est Edgar Benítez Ruiz, du Mouvement de régénération nationale.